# Pierre André (ingénieur du son)
Pour les articles homonymes, voir Pierre André et André.
Pierre André est un ingénieur du son français né le 22 février 1973 à Mont-Saint-Aignan (Seine-Maritime).

## Biographie
Il fait des études de cinéma à la Femis, département son, dont il sort diplômé avec félicitations en 1998.

## Filmographie (sélection)
- 2002 : Carnages de Delphine Gleize
- 2003 : Haute Tension d'Alexandre Aja
- 2003 : Clément d'Emmanuelle Bercot
- 2004 : Pourquoi (pas) le Brésil de Laetitia Masson
- 2004 : Notre musique de Jean-Luc Godard
- 2005 : Backstage d'Emmanuelle Bercot
- 2005 : Marock de Laïla Marrakchi
- 2006 : Avril de Gérald Hustache-Mathieu
- 2007 : Le Tueur de Cédric Anger
- 2007 : Charly d'Isild Le Besco
- 2007 : Naissance des pieuvres de Céline Sciamma
- 2008 : Mascarades de Lyes Salem
- 2008 : Pour elle de Fred Cavayé
- 2009 : Lucky Luke de James Huth
- 2010 : Cavaliers seuls de Delphine Gleize et Jean Rochefort
- 2011 : Case départ de Lionel Steketee, Fabrice Éboué et Thomas N'Gijol
- 2011 : Poupoupidou de Gérald Hustache-Mathieu
- 2011 : L'Avocat de Cédric Anger
- 2012 : L'Oncle Charles d'Étienne Chatiliez
- 2012 : Un bonheur n'arrive jamais seul de James Huth
- 2013 : Elle s'en va d'Emmanuelle Bercot
- 2013 : Les Profs de Pierre-François Martin-Laval
- 2014 : L'Oranais de Lyes Salem
- 2014 : Bande de filles de Céline Sciamma
- 2014 : La prochaine fois je viserai le cœur de Cédric Anger
- 2014 : Le Crocodile du Botswanga de Lionel Steketee et Fabrice Éboué
- 2014 : Mea Culpa de Fred Cavayé
- 2015 : Les Profs 2 de Pierre-François Martin-Laval
- 2015 : La Tête haute d'Emmanuelle Bercot
- 2015 : Maryland d'Alice Winocour
- 2016 : La Fille de Brest d'Emmanuelle Bercot
- 2016 : Brice 3 de James Huth
- 2016 : Radin ! de Fred Cavayé
- 2016 : Débarquement immédiat de Philippe de Chauveron
- 2017 : Le Brio d'Yvan Attal
- 2017 : Les Nouvelles Aventures de Cendrillon de Lionel Steketee
- 2017 : Si j'étais un homme d'Audrey Dana
- 2018 : Gaston Lagaffe de Pierre-François Martin-Laval
- 2023 : Soudain seuls de Thomas Bidegain

## Distinctions

### Nominations
- César 2015 : César du meilleur son pour Bande de filles